# ポーツマス・シンフォニア
ポーツマス・シンフォニア (The Portsmouth Sinfonia) は、イングランド南部ポーツマスにある芸術学校 (The Portsmouth School of Art) の学生たちが1970年に創設したオーケストラである。

## 概要
シンフォニアの創設者のひとりは、芸術学校の教師であった作曲家ギャヴィン・ブライアーズだった。普通のオーケストラの場合とは異なり、音楽家ではない素人であるか、音楽家である場合にはそれまでまったく演奏したことがない楽器を演奏することが、シンフォニアの入団条件とされていた。
当初シンフォニアは、1回限りの、洒落が効いたパフォーマンス・アート集団として始められた。しかし、その後10年に及ぶ活動を通して文化的現象となり、何回もコンサートが開催され、アルバム数枚、映画1作、ヒット・シングル1作が出た。最後に公演が行われたのは、1979年であった。

## 歴史
ブライアーズはもともと、普通のオーケストラを組織することよりも、音楽の本質について実験を行うことに興味を抱いていた。見つけ出した中でもっとも演奏能力の高いミュージシャンを選別する代わりに、ブライアーズは「誰でも」が、その才能や、能力、経験にかかわらず参加できることを良しとした。規則とされたのは、全員がリハーサルに参加することと、演奏においては最善を尽くすよう務め、意図的に悪い演奏をするようなことはしない、ということだけであった。シンフォニアが最初に行ったレコーディングは、ロッシーニのオペラ『ウィリアム・テル』の序曲で、これはその年の卒業制作展への招待を兼ねて発表された。
シンフォニアの初期のレパートリーは、ワルツ『美しく青きドナウ』や『ツァラトゥストラはこう語った』など、スタンダードなクラシック音楽作品から選ばれており、そうすることで団員のほとんどが、曲全体、あるいは少なくとも最も有名な部分がどのように響くのか、概要を把握しやすいようにしていた。たとえ、団員たちがそれぞれの楽器を正確に演奏できないとしても、彼らはどの辺りで大きな音を出し、どの辺りは抑えるのかといったことを察することができた。こうした取り組みの結果として鳴り響くアンサンブルは、正確な音だけでなく、その近傍のいくつかの音が同時に鳴ることになり、「音の雲 (clouds of sound)」が作品の平均的な印象を与えることになる。
現代の作曲家や音楽家たちは、これを興味深く受け止め、そこにさらに深い意義を見出している。シンフォニアが生み出す音楽のユーモアある側面は、レコードを売り込むためにはしばしば強調されるが、ただの付加価値にすぎない。大学を卒業してまもなくだった無名時代のブライアン・イーノはシンフォニアに興味を持ち、1970年に参加してクラリネットを演奏し、その後最初の2枚のアルバムをプロデュースした。
シンフォニアは、作曲家マイケル・パーソンズ (Michael Parsons) の招きにより、ロンドンのロイヤル・フェスティバル・ホールのパーセル・ルーム (Purcell Room) で演奏する機会を与えられた。アルバム『Portsmouth Sinfonia Plays the Popular Classics』は、1974年にリリースされた。評判が高まりつつあった1974年5月28日、シンフォニアはジョン・ファーレー (John Farley) の指揮によりロイヤル・アルバート・ホールにおいてコンサートを開催し、何千枚ものチケットが売れた。シンフォニアは、1970年代末から1980年代はじめに流行したクラシック楽曲をポップに編曲したメドレーにも手を染め、当時マネージャー役を務めていたマーティン・ルイス (Martin Lewis) のプロデュースにより、スプリングタイム!/アイランド・レコードから、1981年に「Classical Muddly」をリリースした。ロイヤル・フィルハーモニー管弦楽団の「Hooked on Classics」から影響を受けたこの作品は、シンフォニアのとりわけユニークなサウンドを際立たせている。このシングル盤は、彼らがそれまでにレコーディングしていた音源の速度を上げて、混ぜ合わせ、ディスコ調に（やや不手際ながら）同期させたもので、全英シングルチャートのトップ40入りを果たした。
何年もの活動の間に、団員たちは楽器に慣れ、演奏技術も向上し、オーケストラの特異性は薄らいでいった。正式な解散表明などはなされていないが、1979年を最後に公演は行われなくなった。
シンフォニアの演奏する『ツァラトゥストラはこう語った』は近年、インターネット・ミームとして「失敗オーケストラ (orchestra fail)」という名で知られるようになり、有名ミュージシャンであるデヴィン・タウンゼンドが言及したことでYouTubeでも人気が高まった。スウェーデンのバンド、ピーター・ビヨーン・アンド・ジョンは、2011年の米国ツアー「'Gimme Some' Tour」の際に、この録音を会場のBGMとして使用した。

## ディスコグラフィ

### アルバム
- “Hallelujah!” - The Portsmouth Sinfonia at the Royal Albert Hall（1974年）
- Portsmouth Sinfonia Plays the Popular Classics（1974年）
- 20 Classic Rock Classics（1980年）
- Dead Parrot Society（1993年） ※コンピレーション・アルバム

### シングル
- "Classical Muddly" / "Hallelujah Chorus" (1981年、Springtime Records) ※全英シングルチャート38位